# Stolperstein in Arzbach
Der Artikel Stolperstein in Arzbach enthält den Stolperstein, der im Rahmen des gleichnamigen Kunst-Projekts von Gunter Demnig in Arzbach verlegt wurde. Mit ihm soll an die Opfer des Nationalsozialismus erinnert werden, die in Arzbach lebten und wirkten.
Die letzte Verlegung fand am 21. November 2024 statt.

## Stolpersteine
| Name             | Adresse          | Bild                              | Inschrift | Verlegedatum  | Biografie und Anmerkungen                                                                                                |
| ---------------- | ---------------- | --------------------------------- | --- | ------------- | --- |
| Heinrich Gerharz | Hauptstraße 11 · | Stolperstein für Heinrich Gerharz | Hier wohnte Heinrich Gerharz Jg. 1880 in mehreren Heilanstalten zuletzt Weilmünster 'verlegt' 27.1.1941 Hadamar ermordet 27.1.1941 'Aktion T4' | 21. Nov. 2024 | Heinrich Gerharz arbeitete als Schlosser und schrieb nebenbei Gedichte. Ein Band seiner Gedichte ist erhalten geblieben. |